# Romblonella townesi
Romblonella townesi är en myrart som beskrevs av Smith 1953. Romblonella townesi ingår i släktet Romblonella och familjen myror. Inga underarter finns listade i Catalogue of Life.